# Большое Давыдово
Большо́е Давы́дово — село в Павловском районе Нижегородской области России. Входит в Калининский сельсовет. 

## География
Примыкает непосредственно к Павлову у его юго-восточной окраины; имеет транспортное сообщение с городом по внутригородским автобусным маршрутам (№ 2, 4, 6, 8, 17).
В селе родился Герой Советского Союза Василий Фадеев.

## Достопримечательности и люди
В селе действует храм Богоявления (Крещения) Господня. Настоятель (с 2015 года) иерей Антоний Аракин.
В селе родился Герой Советского Союза Василий Фадеев.ч